# Ansgar Kemmann

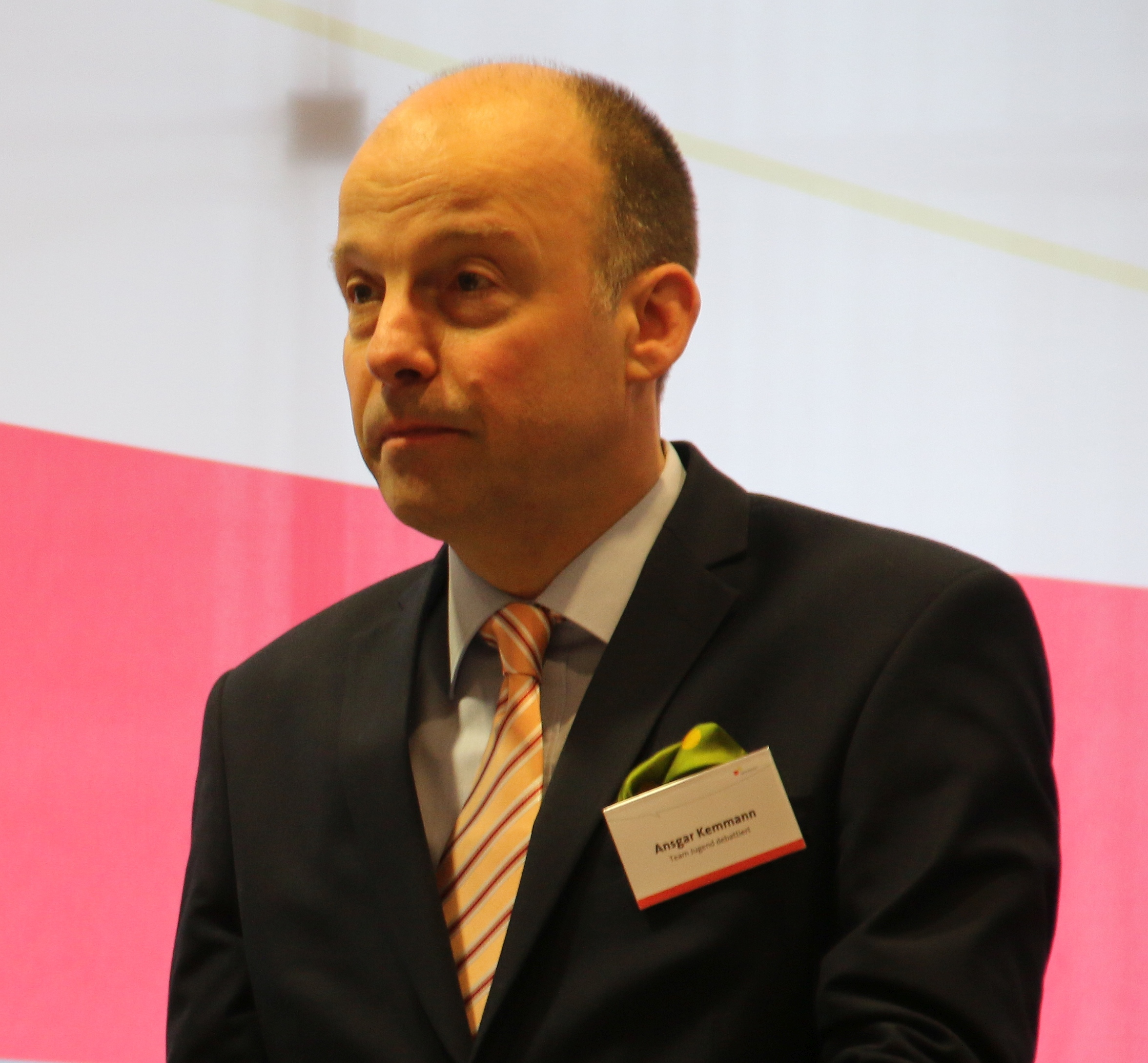
Ansgar Kemmann (2016)

Ansgar Kemmann (* 1963 in Frankfurt am Main) ist ein deutscher Rhetoriker und Buchautor. Er ist Mitentwickler der Offenen Parlamentarischen Debatte und des Bundeswettbewerbs Jugend debattiert.

## Leben
Kemmann studierte an der Eberhard Karls Universität Tübingen, der Universität Genf und der Ludwig-Maximilians-Universität München Rechtswissenschaft und Neuere Geschichte und war während seines Studiums Stipendiat der Studienstiftung des deutschen Volkes. Im Jahr 2001 entwickelte er zusammen mit Michael Hoppmann und Bernd Rex die Debattenform der Offenen Parlamentarischen Debatte (OPD) mit einem umfassenden Regelwerk. Dieses Format ist neben dem British Parliamentary Style (BPS) das bedeutendste Format in Deutschland und ein Format während der Deutschen Debattiermeisterschaft. Im November 2001 wurde der gemeinnützige Verein Streitkultur e.V. gegründet, in dem Ansgar Kemmann das erste Ehrenmitglied wurde.

## Mitgliedschaften und Projektleitung
Ansgar Kemmann ist Mitglied und Leiter einiger Institutionen der deutschen Rhetorik u. a.
- Streitkultur e.V., Ehrenmitglied, der Verein ist seit der Fusion mit der Tübinger Debatte (gegründet 1991) im Herbst 2004 – der älteste Debattierclub Deutschlands.
- Jugend debattiert, Projektleiter im größten deutschen Rhetorikwettbewerb für Schüler.[2]

## Veröffentlichungen
Ansgar Kemmann hat zahlreiche Publikationen zur Rhetorik und der Etablierung von Rhetorik und Streitkultur an deutschen Schulen verfasst.
- Hielscher, Frank / Kemmann, Ansgar / Wagner, Tim: Debattieren unterrichten, 4. Auflage, Berlin: Seelze : Kallmeyer, 2010, 80 S., ISBN 978-3-7800-1070-4
- Kemmann, Ansgar: Rhetorik in Schule und Hochschule : Dokumentation Frankfurt am Main: Gemeinnützige Hertie-Stiftung, 2001 – 148 S.